# سفارة إيطاليا في النرويج
سفارة إيطاليا في النرويج هي أرفع تمثيل دبلوماسي لدولة إيطاليا لدى النرويج. تقع السفارة في وهي تهدف لتعزيز المصالح الإيطالية في النرويج.

## وصلات خارجية
- قائمة سفارات إيطاليا
- قائمة السفارات في النرويج